# Листвина
Ли́ствина — село в Україні, у Селищенській сільській громаді Звенигородського району Черкаської області. У селі мешкає 547людей.

## Географія
Селом протікає річка Ризінкова, права притока Росі.